# Ileana Leyendeker
Ileana Leyendeker (ur. 14 października 1986 roku w Argentynie) – siatkarka grająca jako środkowa. 
Obecnie występuje w drużynie Stella Étoile Sportive Calais.